# Anuari de la Societat Catalana de Filosofia
L'Anuari de la Societat Catalana de Filosofia és una publicació de la Societat Catalana de Filosofia, filial de l'Institut d'Estudis Catalans.
En un primer moment, només aparegué un volum de la publicació l'any 1923, amb treballs de Ramon Turró, Pere Coromines, Jaume Serra i Hunter, Georges Dwelshauvers, Bartomeu Xiberta i Roqueta, Tomàs Carreras i Artau, Adam Gottron i d'altres, a més d'una crònica de les tasques de la Societat i del moviment filosòfic als Països Catalans i d'una bibliografia. Calgué esperar la recuperació de la Societat Catalana de Filosofia per tal que el 1988 se'n reprengués la publicació. Des d'aleshores s'ha publicat ininterrompudament. N'han estat directors en aquesta darrera etapa Jordi Sales i Coderch i Josep Montserrat i Torrents. L'Anuari està dividit en una part d'articles, una de notes, una de recensions i una de crònica.